# Tigran Feiler
Tigran Feiler, född 9 september 1980, är en svensk journalist. Sedan 2016 är han Sveriges Televisions utrikeskorrespondent i Latinamerika.
Han är son till musikern Dror Feiler och konstnären Gunilla Sköld-Feiler.
Som utrikeskorrespondent i Latinamerika hade han inledningsvis sin bas i Mexiko men är sedan 2019 bosatt i Buenos Aires i Argentina.
Feiler tilldelades Nils Horner-priset 2022 tillsammans med fotografen Sara Murillo Cortes.